# La mente de los justos
La mente de los justos: Por qué la política y la religión dividen a la gente sensata (The Righteous Mind: Why Good People are Divided by Politics and Religion) es un libro escrito por el psicólogo social Jonathan Haidt publicado en 2012. Es un estudio de psicología moral en el que el autor describe cómo funciona la moralidad, cuáles son sus fundamentos y qué relaciones guarda con la política y la religión.

## Resumen
Tras señalar a la moralidad como la capacidad humana que hizo posible la civilización, el autor divide al libro en tres partes. En la primera desarrolla el concepto de intuicionismo social: nuestra mente toma las decisiones intuitivamente y luego las justifica a través de la racionalidad. Haidt utiliza la metáfora del jinete montado sobre un elefante indicando que la función principal del jinete (la racionalidad) es la de justificar la conducta ya tomada por el elefante (la intuición), no la de escogerla.
En la segunda parte, Haidt expone su teoría de los fundamentos morales en la que identifica cinco fundamentos (cuidado, justicia, lealtad, autoridad y santidad) a los que, en un capítulo posterior, añade un sexto (libertad). Los progresistas, añade, tienden a defender una ética de la autonomía basada en los fundamentos de cuidado, justicia y libertad, dando muy poca importancia a los restantes; los conservadores se basan más en una ética de la comunidad que pone similar énfasis en los seis fundamentos.
La tercera parte se centra en cómo la moralidad junta a los humanos y también los divide. Considera que los humanos somos individualistas, egoístas (tenemos un 90 por ciento de chimpancé), pero somos también altruistas (tenemos un 10 por ciento de abejas). Nuestro altruismo no es, sin embargo, universal; damos siempre prioridad a “los nuestros”. Religión y política han servido para cohesionar a las comunidades humanas y por ello, desde un punto de vista biológico, tienen un valor adaptativo.

## Recepción
El libro recibió críticas en general positivas, tanto desde posiciones progresistas como conservadoras, y fue número 6 en la lista de libros divulgativos más vendidos en The New York Times en abril de 2012. Su traducción al español también ha sido bien recibida.